# Lausanne-Blécherettes flygplats
Lausanne-Blécherettes flygplats är en flygplats i Schweiz.   Den ligger i distriktet Lausanne och kantonen Vaud, i den västra delen av landet, 80 km sydväst om huvudstaden Bern. Lausanne-Blécherettes flygplats ligger 616 meter över havet.